# Бримфилд (Охајо)
Бримфилд (енгл. Brimfield) насељено је место без административног статуса у америчкој савезној држави Охајо.

## Демографија
По попису из 2010. године број становника је 3.343, што је 95 (2,9%) становника више него 2000. године.
| Група             | 2000.         | 2010.         |
| Белци             | 3.121 (96,1%) | 3.164 (94,6%) |
| Афроамериканци    | 57 (1,8%)     | 81 (2,4%)     |
| Азијати           | 6 (0,2%)      | 24 (0,7%)     |
| Хиспаноамериканци | 20 (0,6%)     | 26 (0,8%)     |
| Укупно            | 3.248         | 3.343         |